# IXe siècle av. J.-C.
IIe millénaire av. J.-C. |
Ier millénaire av. J.-C. |
Ier millénaire
../.. |
XIe siècle av. J.-C. |
Xe siècle av. J.-C. |
IXe siècle av. J.-C. |
VIIIe siècle av. J.-C. |
VIIe siècle av. J.-C. |
../..
Années 890 av. J.-C. | Années 880 av. J.-C. | Années 870 av. J.-C. | Années 860 av. J.-C. | Années 850 av. J.-C. 
 Années 840 av. J.-C. | Années 830 av. J.-C. | Années 820 av. J.-C. | Années 810 av. J.-C. | Années 800 av. J.-C.
Voir aussi : Liste des siècles, Chiffres romains

## Événements
- Vers 850-750 av. J.-C. : transition entre le subboréal et le subatlantique ; dégradation du climat, qui devient plus frais et plus humide. La tendance va en s’accentuant jusqu’au VIe siècle[1]. Maximum glaciaire attesté par la tourbière du glacier de Fernau (Tyrol), entre 900 av. J.-C. et 300 av. J.-C. Il s’agit de deux poussées glaciaires successives, dont chacune se prolonge pendant deux ou trois siècles, séparées par un intervalle de retrait pendant un siècle et demi[2].

### Afrique
- Vers 900 av. J.-C. : fondation du royaume de Koush avec pour capitale Napata. Vers 780 av. J.-C. Alara est le premier roi attesté, auquel succède son frère Kachta vers 760 av. J.-C.[3].

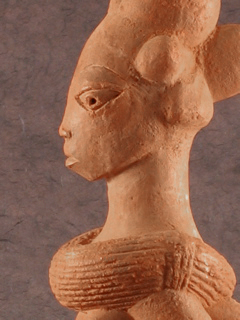
Statue-colonne féminine Nok (détail). Hauteur : 48 cm.
Datation: 900 à 1500 ans.

- Vers 900 av. J.-C.-200 apr. J.-C. : culture de Nok au Nigeria. Œuvres de terre cuite (têtes et bustes)[4]. Des populations venues du Nil, de la région de Napata, auraient suivi les vallées de l’oued Milk, de l’oued Houar et du Bahr al-Ghazal, puis contourné le lac Tchad et se seraient installées par la Komadougou Yobé dans la région du plateau de Baoutchi où des néolithiques soudanais devaient développer au Ier millénaire une très belle civilisation, appelée « Nok Figurine Culture », qui connaît quelques siècles av. J.-C. la métallurgie du fer[5].

### Amérique

La stèle de Raimondi, monolithe de trois mètres de haut découvert sur le site de Chavín de Huantar au Pérou par Antonio Raimondi.

- Vers 900 av. J.-C. : destruction du site de San Lorenzo (Mexique)[6]. Le site de La Venta devient le principal centre cérémoniel des Olmèques en Mésoamérique (900 av. J.-C./400 av. J.-C.)[7]. Les Olmèques établissent des relations commerciales pour se procurer des matières premières : basalte, obsidienne, cinabre, serpentine, jade et or. Le culte de l’homme-jaguar implique l’existence de prêtres. Une classe de guerriers, capturant des esclaves et faisant régner l’ordre devait exister. La Venta est construite selon un motif axial qui influencera pendant plusieurs siècles le développement urbain en Amérique centrale. L’ensemble du tracé de l’enceinte cérémonielle a été interprété comme un masque de jaguar stylisé. Une pyramide de terre d’environ 34 m de haut, une des plus anciennes de Mésoamérique, est érigée au centre d’un complexe de temples et de cours ouvertes, dont l’une est bordée de colonnes de basalte de 3 m de haut. Les Olmèques sont les premiers à utiliser la pierre dans leur architecture et leur sculpture, bien que les blocs doivent être acheminés des monts Tuxtla, à environ 100 km à l’ouest de Tula.
- 850-200 av. J.-C. : apogée du site de Chavín de Huántar, dans les Andes[8]. Immense complexe cultuel, avec une monumentale plate-forme en pierre, creusée de passages et de chambres, qui renferment les objets du culte. La « grande image », sculpture de 4,5 m de hauteur, est toujours en place : elle représente une divinité avec des crocs proéminents, une bouche hurlante et des cheveux serpentiformes. Le panthéon est rempli de jaguars, d’aigles, de caïmans, de serpents et de figures anthropomorphiques avec ces mêmes attributs.

### Asie
- Vers 900-800 av. J.-C. : introduction de la métallurgie du bronze en Corée à partir de la Chine du Nord. Deuxième phase de la période de la céramique Mumun[9]. Culture du poignard de bronze en Corée et au Liaoning (800 av. J.-C.-200). Les objets de bronze (poignards en forme de lyre, miroirs à décoration incisée et harnais de cheval de trait) se trouvent fréquemment dans les tombes coréennes, couvertes de dalles de pierre dans le nord, toits posés sur des pierres dressées dans le sud.

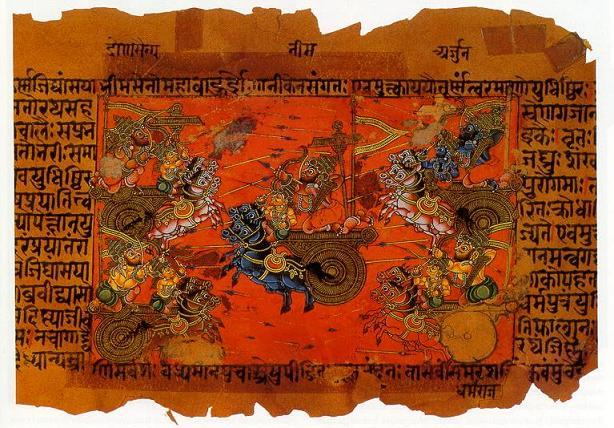
Illustration manuscrite de la bataille de Kurukshetra. Le Mahābhārata décrit la bataille de dix-huit jours qui oppose les Kaurava (descendants des Kuru) à leurs cousins les Pândava. Les Kaurava sont décimés, mais les Pândava ne se réjouissent pas de leur victoire. Leur chef Yudhisthira est couronné roi et célèbre un grand sacrifice, puis se retire du monde.

- Vers 900 av. J.-C. : date probable de la bataille de Kurukshetra, en Inde ; défaite des aryens à l’issue de la guerre du Mahābhārata qui marque le début du Kali Yuga (ère des querelles) en 3102 av. J.-C. selon la tradition[11]. L’épopée du Mahābhārata relate plus vraisemblablement des événements du début du IXe siècle av. J.-C. Vers cette époque, le centre de la vie politique et culturelle s’est déplacé vers le Doāb gangétique et la capitale des Kuru, Hastinâpura ou Asandîvant. Les Aryens ont dû progresser vers l’est et fonder des royaumes dans le Kosala, à l’est du Doāb, et à Kasî, dans la région de Vârânasî (Bénarès). Le Kosala est le royaume de Rāma, héros de la deuxième grande épopée, le Rāmāyana. Les sources les plus anciennes le disent roi de Vârânasî[12].

- Vers 900/600  av. J.-C. : sites archéologiques aryens de Hastinâpura, Ahicchatrâ et Kausâmbî en Inde. Hastinâpura a été détruite par des inondations vers 900 av. J.-C. et la capitale transférée à Kausâmbî[13]. Poteries ornées de peintures grises ; débris de cuivre, habitations de brique.

### Proche-Orient

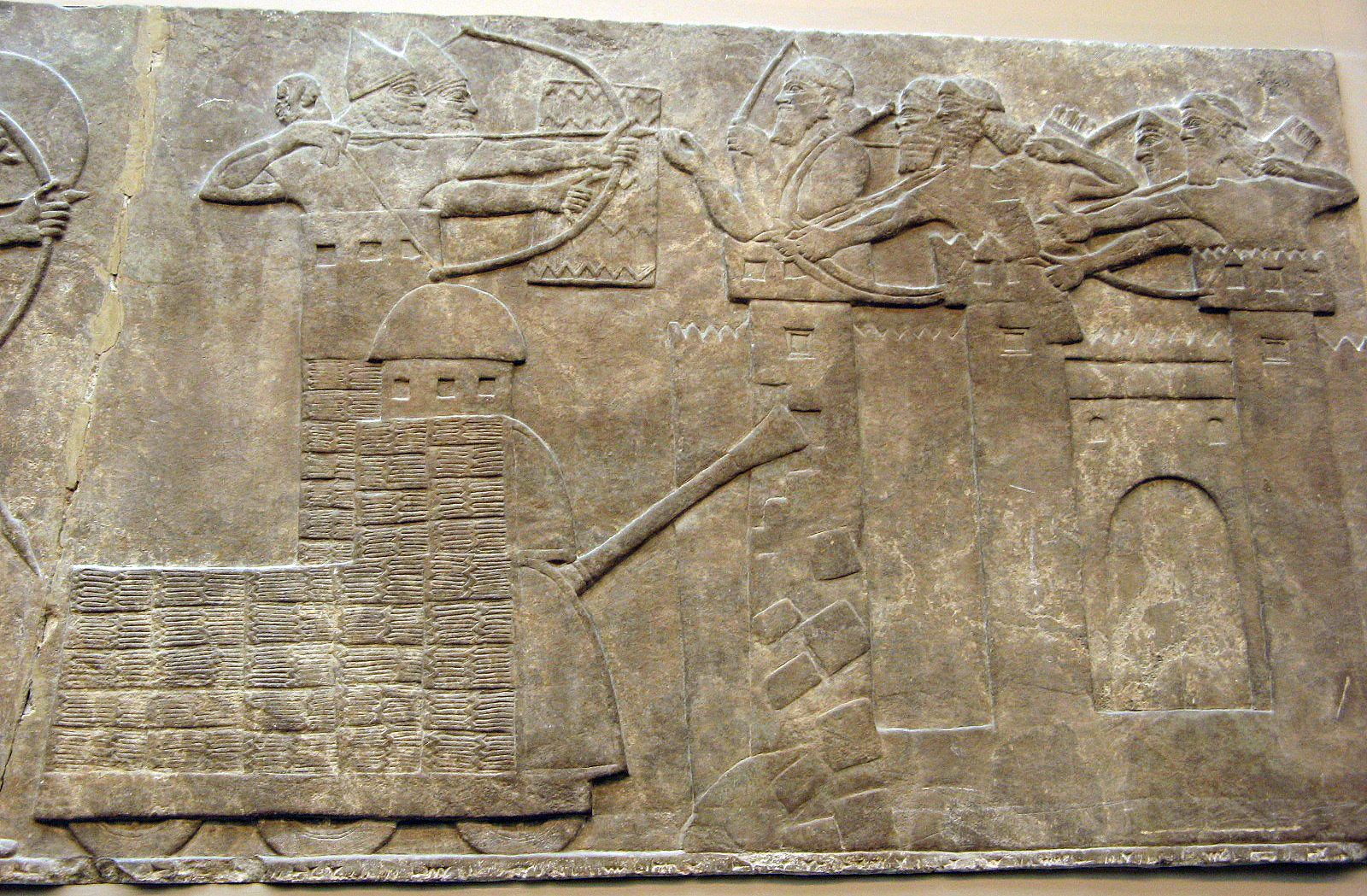
Représentation d’une tour de siège et d’un bélier), bas-relief assyrien du

- 911-609 av. J.-C. : période néo-assyrienne. L’Assyrie reconquiert la Haute-Mésopotamie sur les royaumes Araméens et néo-hittites[14].

- 883-610 av. J.-C. : la Phénicie est sous domination assyrienne[15].
- Vers 860-590 av. J.-C. : royaume d’Urartu autour du lac de Van[16]. Sa puissance et sa force militaire lui permettent de résister au pouvoir assyrien.

- Vers 850 av. J.-C. : construction d’un sanctuaire à Kition[17], premier comptoir phénicien à Chypre, peut-être fondé par Abibaal, père de Hiram de Tyr, avant 970 av. J.-C.[15].

### Europe

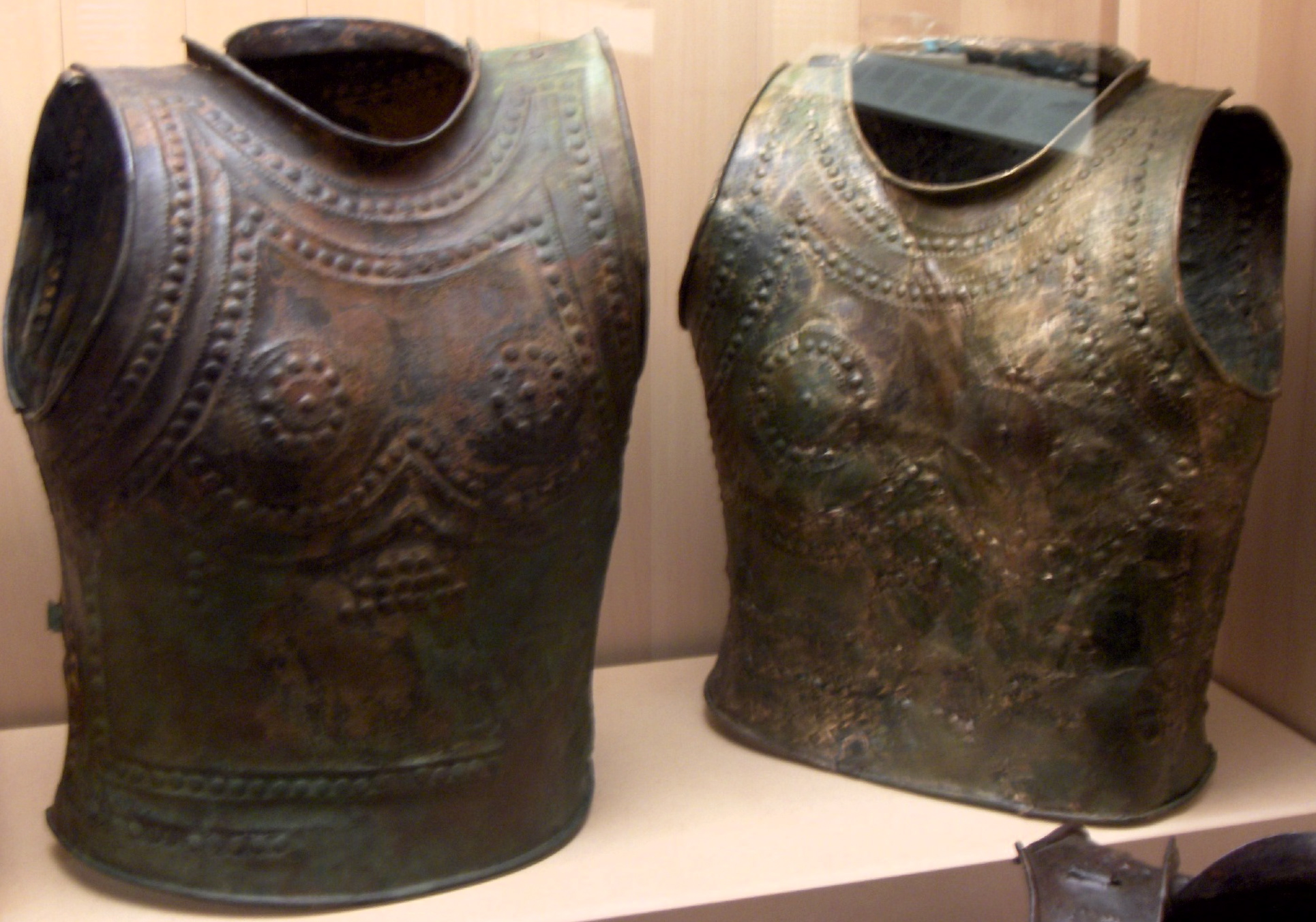
Cuirasses en bronze de Marmesse (transition Bronze-Fer, vers 950 à 780 Musée d'archéologie nationale.)

- Vers 900-800 av. J.-C. : transition entre l’âge du bronze et l’âge du fer en Europe occidentale entre le Hallstatt B2-3 et le Hallstatt C1[1]. Des sites fortifiés (oppidum) se développent sur les collines (Goldberg, en Allemagne, de Wittnauer Horn en Suisse, Krašovice et Prague-Hloubétinen Bohème[18]). Les habitants des villages de l’Europe tempérée ont des soucis de défense : palissades à Choisy-au-Bac (Oise), enceintes fortifiées de Catenoy (Oise) et de Hohlandsberg (Haut-Rhin), construction de forts en palissade de bois en Allemagne du nord et dans l’aire lusacienne (800, 700 av. J.-C.) trahissant la multiplication des heurts guerriers et de moyens plus sophistiqués (emploi de chevaux et de chars de combat)[19]. La métallurgie du bronze est de plus en plus tournée vers la production d’armes ou d’objets de parade : cuirasses de Fillinges (Savoie) et de Marmesse (Haute-Marne) visiblement destinées aux offrandes[20], roues, boucliers, casques. Les villages littoraux des lacs français ou suisses (palafittes) sont abandonnés en quelques années[1] (vers 850-800 av. J.-C.). De nombreux indices semblent accréditer la thèse d’incendies criminels. L’insécurité se traduit également par la brusque augmentation de l’habitat en grotte à relativement haute altitude[20]. Les réseaux commerciaux se raréfient pour des raisons inconnues. Les productions s’en ressentent : l’orfèvrerie décline, des objets de bronze sont récupérés par les métallurgistes et enfouis dans des cachettes. Il y a crise économique ou crise de société.

#### Italie

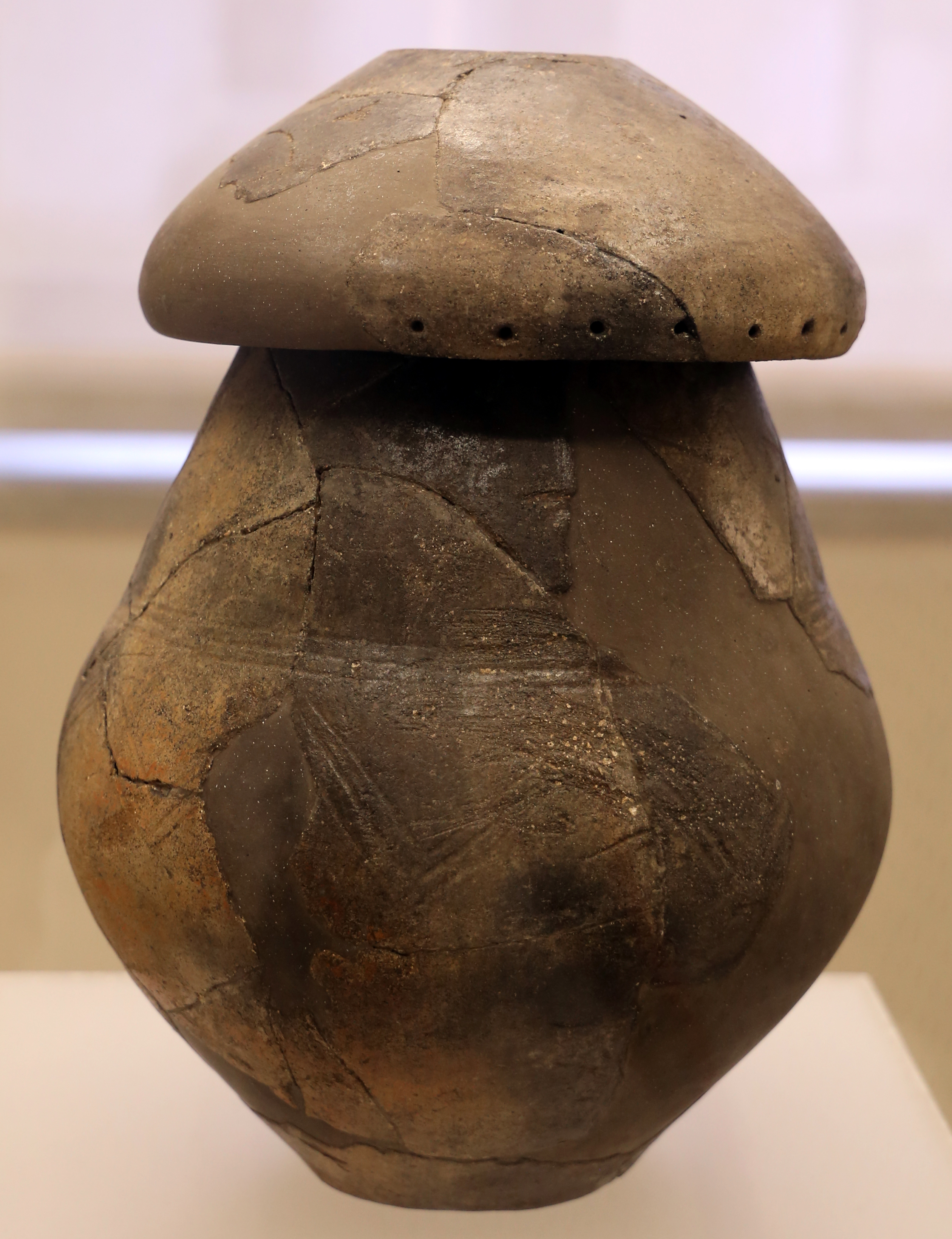
Urne biconique caractéristique de la culture de Villanova.

- Vers 900-500 av. J.-C. : la civilisation villanovienne pro-étrusque succède aux cultures Terramares et proto-villanovienne dans le nord du Latium et en Toscane[21]. La civilisation villanovienne regroupe deux groupes de populations assez proches mais culturellement différents, l’un au Nord, autour de Bologne (Culture de San Vitale, 950/750 av. J.-C.[22]), l’autre en Toscane et dans les environs de Rome (culture latiale), et jusque dans le sud, jusqu’à Salerne au VIIIe siècle av. J.-C. La première phase du Villanovien en Étrurie est caractérisé par des tombes à puits dans lesquelles les cendres sont déposées à l’intérieur d’urnes biconiques ou d’« urnes cabanes » en argile. La céramique est en impasto (argile grossière) et seuls les rasoirs, les armes et les fibules sont en bronze. Le fer, qui était utilisé, a le plus souvent disparu sous l’oxydation. On ne note pas d’influences extérieures jusqu’en 740/700 av. J.-C.[23].
- Vers 900 av. J.-C. : 
  - Au sud et à l’est, on rencontre plusieurs cultures régionales ou locales comme celles connues dans le Picenum et en Apulie. La plus importante, la culture « des tombes à fosses » (Fossakultur) occupe le versant tyrrhénien de l’Italie du Sud (Calabre, Campanie, Ischia). Elle est ainsi nommée parce que les morts y sont inhumés dans des fosses rectangulaires surmontées d’une petite pyramide de pierre. Le mobilier funéraire est riche (armes, bijoux en bronze) et des reliefs de repas funéraires attestent d’une croyance dans l’au-delà[24].
  - La civilisation de Golasecca est implantée autour du lac de Côme et du lac Majeur avant d'être absorbée par le monde romain en 15 av. J.-C.. Elle est dominée par une classe de guerriers, comme le montrent les chars et les armes trouvés dans les tombes de certains chefs[25]. Ils sont considérés comme les premiers Celtes établis dans la région, et parlent la forme lépontique du celtique continental[26]. À l’est, la civilisation atestine se développe autour  d’Este et en Vénétie vers 900-182 av. J.-C.[27]. Si les Golaseccans semblent être entré en Italie par les Alpes, les Atestins et les Vénètes sont probablement originaires d’Illyrie[25].
  - Les Ligures sont établis en Provence et en Ligurie.
  - Les Italiques, indo-européens se sont peut-être fixés en Italie à la fin de l’âge du bronze. Selon Luigi Pigorini, ils auraient introduit la culture des Terramare dans le Nord vers 1500-1100 av. J.-C. ; la diversités des langues indo-européennes de la péninsule met en évidence l’hypothèse de plusieurs mouvements de migration[28] : Latins (Eques, Herniques, Lucaniens, Marses, Picéniens, Sabins, Volsques) et Falisques sur le Tibre, puis Ombriens et Sabelliens dans l’Apennin Toscan, Osques et Samnites dans les Abruzzes.

- 850-730 av. J.-C. : troisième phase de la culture de Pantalica en Sicile[29]. Age du fer en Calabre, Sicile et Italie centrale (Tarquinia et Véies) à la fin du siècle[30].

- Fin du IXe siècle av. J.-C. : stèle de Nora, réputée le plus ancien document écrit d’Europe occidentale. L’écriture apparait en Sardaigne par l’intermédiaire des Phéniciens[31].

#### Monde grec

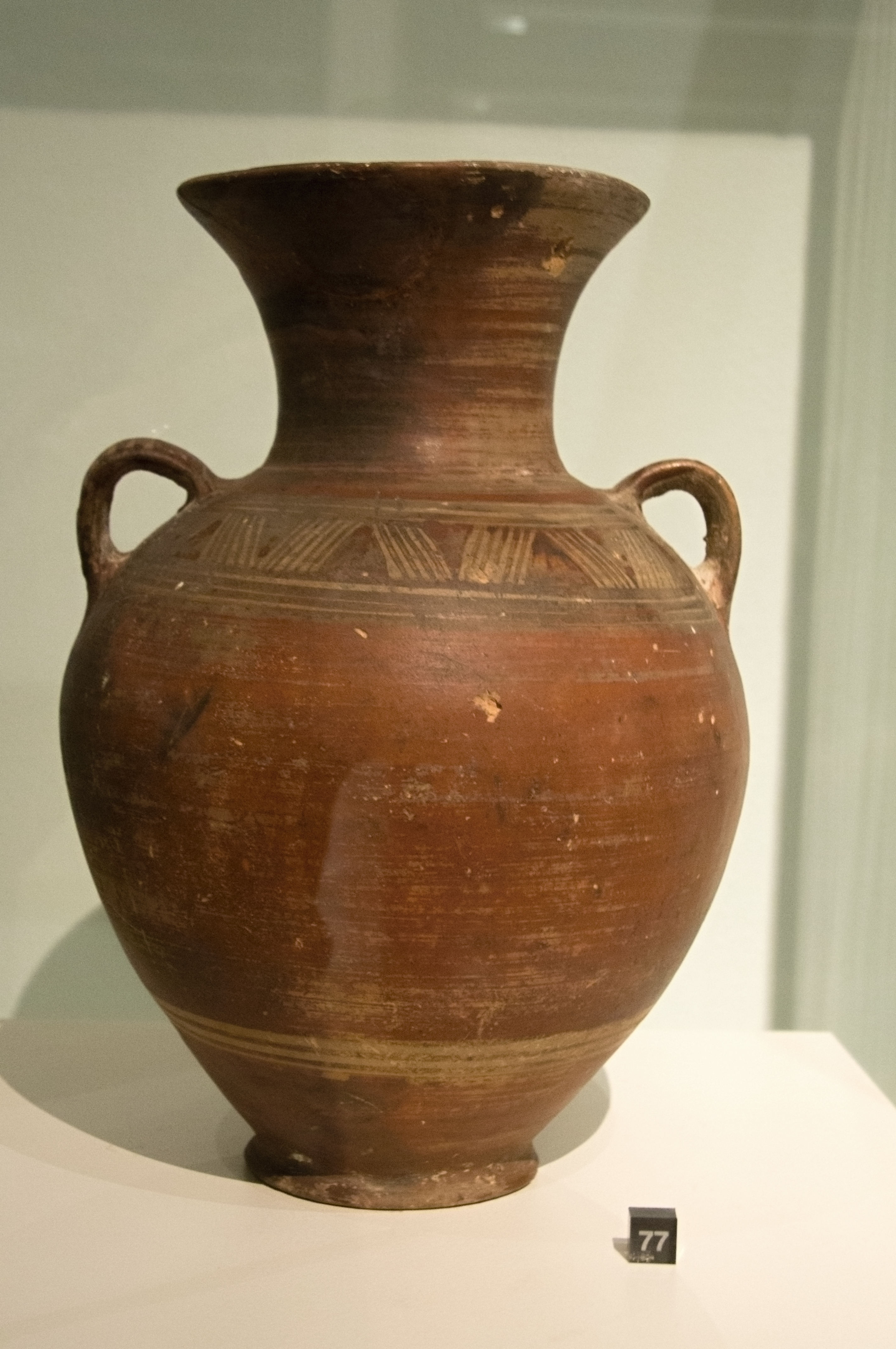
Vase du géométrique ancien, vers 875-850, Palais Kinský, Prague.

- Vers 900-700 av. J.-C. : en Grèce, fin de la « période protogéométrique » (1050 à 900 av. J.-C.), et début de la période « géométrique » (900 à 700 av. J.-C.)[32]. Il apparaît en Attique, puis rapidement en Eubée et en Argolide une céramique différente, innovante dans les formes avec utilisation d’un tour plus rapide, dans le décor avec des motifs en demi-cercles ou de cercles concentriques peints au compas. Période de relatif isolement des différentes régions grecques[33]. À Athènes, l’étude des tombes révèle l’émergence de familles dominantes qui annonce l’aristocratie archaïque. La hiérarchie sociale n’est plus celle des sociétés palatiales à pouvoir centralisé[34].

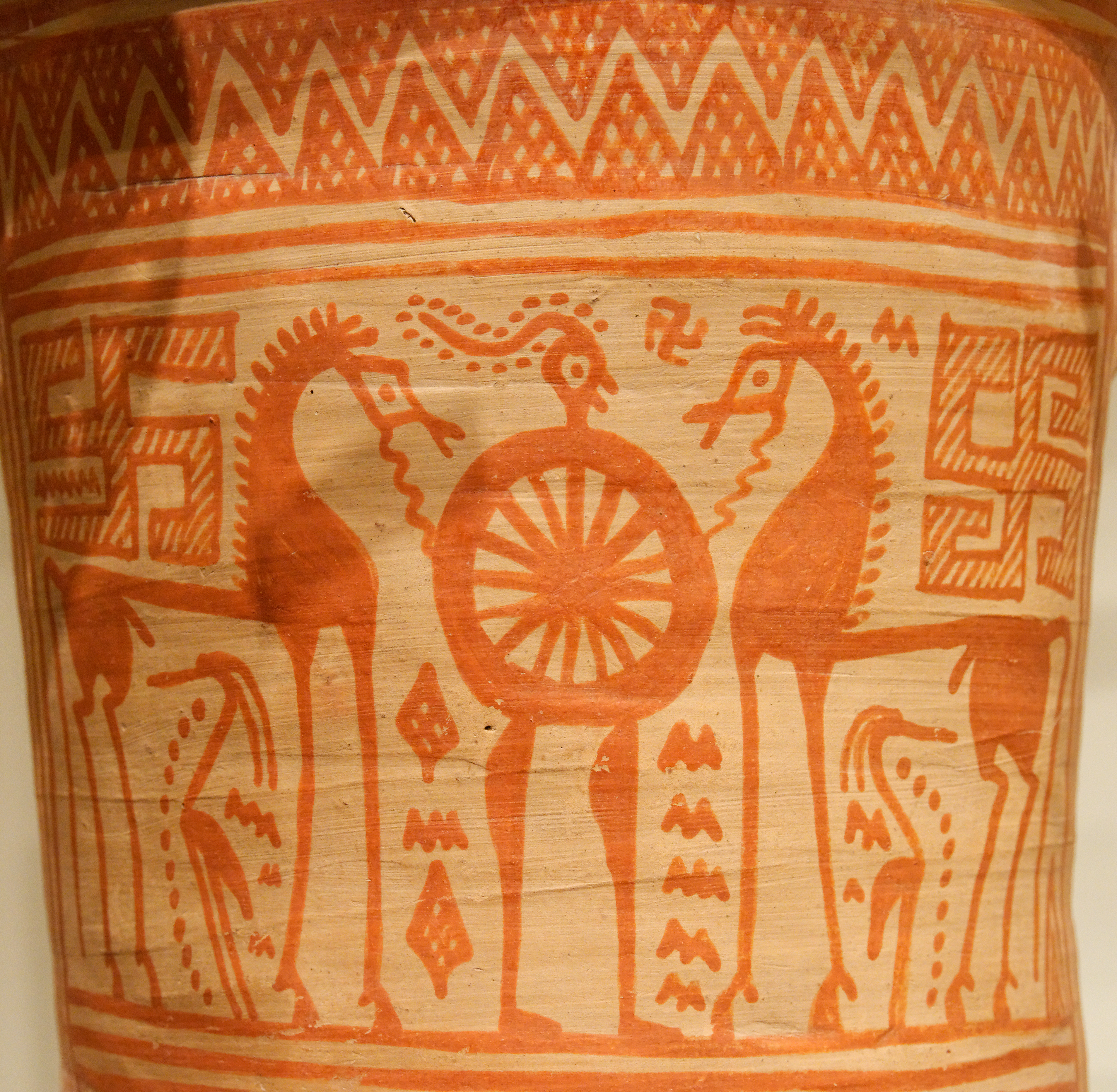
Guerrier entre deux chevaux, col d'une amphore à col attique géométrique, vers 800-775 av. J.-C.

- Vers 850-750 av. J.-C. : époque géométrique moyen en Grèce. Apparition de décors figurés dans la céramique grecque (chevaux, oiseaux, guerriers). Premiers temples à Samos, Érétrie et Thermos[32]. Mise au point de l’alphabet grec. Reprise du commerce et de l’industrie (IXe – VIIe siècles). Communication entre les régions égéennes, échanges avec le Proche Orient attestés par des céramiques grecques datées sur le site d’Al-Mina (en) après 825 av. J.-C.[34]. La propriété individuelle prend de l’importance. Riches tombes à Athènes et à Lefkandi (Eubée), symboles de la prospérité d’une classe sociale enrichie par le commerce avec l’orient. Prospérité de Chalcis grâce à la métallurgie. Changement d’ordre social ou démographique en Eubée. La communauté essentiellement agricole jusqu’alors, s’ouvre au commerce (Macédoine, Cyclades, Chypre)[35].
- Les Doriens fondent quatre villages qui forment Sparte par leur synœcisme à la fin du siècle[36].